# Sophie Beau
Pour les articles homonymes, voir Beau (homonymie).
Sophie Beau est une spécialiste française des programmes sociaux et humanitaires, cofondatrice et directrice générale de l’ONG SOS Méditerranée, habitant à Marseille.

## Biographie
Sophie Beau nait à Tours.
Son père, Bertrand, est médecin et sa mère, Christiane, coordinatrice dans un centre social de quartier. Ils vivent en Indre-et-Loire où ils ont monté un collectif d’accueil pour les réfugiés.
Elle fait des études d'anthropologie et de sciences politiques à Paris et s'investit dans des activités d’alphabétisation dans un foyer africain. Au Mali, elle étudie l’impact des migrations sur les projets de développement.
Entre 1998 et 2008, elle travaille pour Médecins sans frontières et Médecins du monde comme chef de projet au Moyen-Orient, au Maghreb, en Guinée, au Liban, en Géorgie, en Palestine, etc. ou au siège social, avant de  s’engager dans la lutte contre l’exclusion sociale à Marseille, pour la Fédération nationale des associations d’accueil et de réinsertion sociale (Fnars).
Elle rencontre, en mars 2015, le capitaine de marine marchande allemand Klaus Vogel avec qui elle lance SOS Méditerranée en mai 2015,, ; elle est particulièrement impliquée dans la recherche de fonds. Depuis mars 2017, elle travaille à plein temps pour SOS Méditerranée.
Elle était, en 2018, selon le classement de Vanity Fair, l'une des personnalités françaises les plus influentes au monde.